# Dicranomyia isabellina
Dicranomyia isabellina là một loài ruồi trong họ Limoniidae. Chúng phân bố ở miền Tân bắc.